# Алоїз Нанке
Алоїз Нанке (чеськ. Alois Nanke; бл.1780 — 1835, Перемишль) — чеський композитор, диригент, педагог, який проживав у Відні та в українському Перемишлі.

Ймовірно, був сином брненського композитора, органіста та скрипаля Карела Нанки. Вже у вісімнадцять років відомий у Брно як музикант, диригент та композитор церковної музики.

Спочатку він поїхав до Відня. Став членом Товариства друзів музики (Gesellschaft der Musikfreunde) і виступав у складі камерного ансамблю (серед інших разом з Яном Воржишеком, Леопольдом Янсою та Франтішеком Мартіном Печачеком).
Наприкінці 20-х років став диригентом греко-католицького собору в Перемишлі. Він викладав музику з 1828 по 1834 рр. Був директором дяко-учительської школи (співаків Греко-Католицької Церкви). Складав українські храмові композиції. Багато з них збереглися в копіях, а деякі навіть були опубліковані. Був учителем українських композиторів Михайла Михайловича Вербицького та Івана Андрійовича Лаврівського.